# Анри Матис
Анри Матис (фр. Henri Matisse), је био француски сликар, графичар, вајар и декоратер. Рођен је 31. децембра 1869. у Като Камбрезију , а умро је 3. новембра 1954. у Ници.
Напустио је правну каријеру  и са 22 године дошао у Париз да би учио сликарство у атељеу Гистава Мороа у чијој се радионици окупила готово већина тадашњих младих сликара који су после чинили покрет фовизма. Уз Матиса, били су ту Дерен, Вламенк, Брак, Дифи и многи други. Тај нараштај следио је пре свега властити инстинкт. Од импресионистичког луминизма путовало се у подручје чистог колорита. Наступ младих сликара изазвао је негодовање и шире публике и критичара. Дочекивали су их с поругом као што су били дочекивани сви иноватори модерне француске уметности.
Прву самосталну изложбу одржао је 1904. На Јесењем салону на коме су излагали 1905. критичар Луј Восел примећујући и једну донателовску скулптуру сред дивљих колористичких слика, узвикнуо је: „Донатело сред дивљих звери”. У салону независних то име се задржало. Реч фовс односила се посебно на сјајну произвољну боју и на директни рад кичице чиме су Матис и његови пријатељи експериментисали. Фовизам је као покрет трајао само неколико година. Након тога чланови групе су почели следити и друге правце.
Најважнија Матисова слика тог раздобља је композиција „Плес”. Већ у том делу долазе до израза битна својства Матисовог опуса, плошни третман, затворене обојене површине без тонских прелаза те изразит смисао за покрет и кривуљу што се постепено преображава у арабеску. У интимном ентеријеру ликови су приказани с вазама и цветним аранжманима те богатом таписеријом која их уоквирује а за које је Матис инспирацију нашао на путовањима у Мароко као и у егзотичним крајолицима око Тангера.
Светски углед Матис стиче у Немачкој и Америци, а особито у Русији. У каснијим делима све се више усредсређује на мртве природе, аранжирано цвеће и воће... Мајстора су повремено привлачили радови у пластици, литографији и керамици. Матис је наставио традицију великог француског сликарства у новој, савременијој варијанти. И француска сликарска омладина и странци који су хрлили у Париз, у ту сликарску Меку, били су одушевљени његовим мислима. Утицај Матисовог сликарства на Европу и светско сликарство био је већ тих година велик, а тако је остало и до данас.

## Биографија

### Младост
Матис је рођен у градићу Като Камбрези, департман Норд, Француска, као најстарији син успешног трговца житом. Одрастао је у градићу Боен ан Вермандоа, Пикардија. Године 1887. запутио се у Париз на студије права, а након што је завршио студије радио је као судски администратор у градићу Като Камбрези. Почео је да слика 1889. након што му је мајка купила прибор за сликање, док се опорављао од упале слепог црева. Касније је описивао да је тада открио „врсту раја“ и одлучио је да постане уметник, на дубоко разочарање оца..
Године 1891, вратио се у Париз на студије уметности на школу „Académie Julian“ и постао ученик Вилијама Бугроа и Гистава Мороа. У почетку је сликао мртву природу и пејзаже на традиционални начин, у чему је достигао одређену вештину. На Матиса су утицали радови ранијих мајстора попут Симеона Шардена, Николе Пусена и Антоана Ватоа, као и савремени уметници попут Едуара Манеа, и јапанска графичка уметност. Највише се дивио Шардену; као ученик насликао је копије четири његове слике из Лувра. Године 1896. и 1897, Матис је посетио аустралског сликара Џона Питера Расела на острву Бел Ил поред обале Бретање. Расел га је упознао са импресионизмом и радовима Ван Гога који је био Раселов пријатељ и до тада потпуно непознат. Матисов стил се у потпуности изменио, и касније је говорио да је Расел био његов учитељ и да му је Расел објаснио теорију боја.
Године 1896. Матис је изложио пет слика у салону „Société Nationale des Beaux-Arts“, од којих је две купила држава. Са моделом Каролином Жобло, имао је кћерку, Маргерит, рођену 1894. Године 1898. оженио је Амели Ноелје Парајре; заједно су одгојили Маргерит, те имали два сина Жана (рођеног 1899) и Пјера (рођеног 1900). Маргерит i Амели често су Матису послужили као модели..
Године 1898. на савјет Камија Писара, отишао је у Лондон да пручава слике Вилијама Тарнера, а након тога на пут на Коризку. Након повратка у Париз у фебруару 1899, радио је уз Албера Маркеа и упознао Андреа Деренаа, Жана Пија, и Жила Фландрина.
Матис се уронио у дела других аутора и задужио се купујући слике уметника које је ценио. Дела које је купио и изложио у властитом дому су била попрсја од гипса које је израдио Родин, слике Гогена, цртежи Ван Гога, и Сезанове Три купачице. У Сезановом осећају за структуру и боју, Матис је нашао своју главну инспирацију.
Многе његове слике настале од 1898. до 1901. користе технике дивизионизма које је прихватио након што је прочитао есеј Пол Сињакa, „D'Eugene Delacroix au Néo-impressionisme“. Његове слике од 1902. до 1903. у време његових материјалних проблема, су тмурне и откривају преокупацију формом. Окушао се и у скулптури, копирајући Антоан-Луј Барија 1899, а посветио је велики део енергије моделовању у глини, те завршио скулптуру Роба 1903.

### Фовизам
Фовизам као стил започео је око 1900, те се наставио након 1910. иако је покрет трајао свега неколико година, 1904-1908, и имао три изложбе. Водећи уметници били су Матис и Андре Дерен. Матисова прва самостална изложба одржана је 1904, у галерији Амброаза Волара, те није доживела неки успех. Његова наклоност за светле и изражене боје постала је наглашена након што је лето 1904. провео сликајући у Сен Тропеу са неоимпресионистима Сињаком и Анријом Кросом. Те године насликао је и најважније своје дело неоимпресионистичког стила „Luxe, Calme et Volupté“. Године 1905. поновно је путовао на југ да ради са Андре Дереном у Колијур на југ Француске. Његове слике тога раздобља карактеришу пљоснати облици и контролисане линије, као и пеонтилистички приступ на мање строги начин него у ранијим делима.
Године 1905, Матис и његова група фовиста излагали су заједно у Јесењем салону. Слике су изражавале емоције често са дисонантним бојама без обзира на природне боје субјеката. Матис ја на изложби показао слике „Отворени прозор“ и „Жена са шеширом“. Критичар Луј Восел описао је дела са изразом „Donatello parmi les fauves!“ (Донатело међу дивљим зверима), што се односила на скулптуру која се налазила међу сликама. Његови коментари штампани су 17. новембра 1905. у новинама „Gil Blas“ и задобили популарност. Изложба је добила оштре критика, али и неке похвале. Када су похваљену слику „Дама са шеширом“, купили Гертруда и Лио Стајн, Матисов уметнички морал се значајно опоравио.
Матис је препознат као вођа фовиста заједно са Андреом Дереном, те су њих двоје постали пријатељски супарници, те имали сваки своје следбенике. Остали чланови су били Жорж Брак, Раул Дифи и Морис Вламенк. Симболиста Гистав Моро (1826–1898) био је духовни учитељ покрета, те је као професор на „École des Beaux-Arts“ у Паризу, подстицао студенте да самостално мисле и експериментишу и да следе властите визије.
Године 1907, Аполинер је коментирајући Матиса у чланку објављеном у „La Falange“, рекао да не присуствујемо екстравагантном или екстремном потхвату; Матисова уметност је еминентно разумна. Али Матисов рад је у то време и доживео жестоке критике, те му је тешко било да се стара о породици. Његова контроверзна слика из 1907. „Nu bleu“ критички је спаљена са мржњом на изложби Ермори шоу у Чикагу 1913. године.
Пад покрета фовиста након 1906. није утицао на Матисов успон. Нека до његових најбољих дела настала су од 1906. до 1917, када је био активан као део велике групе уметника у париској четврти Монпарнас, иако се са својим конзервативним наступом и строгим буржоазијским радним навикама није уклапао. Наставио је да упија нове утицаје; путовао је у Алжир 1906. где је испитивао афричку уметност. Након што је посетио изложбу исламске уметности у Минхену 1910. провео је два месеца у Шпанији проучавајући маварску уметност.
Посетио је Мароко 1912. и 1913, и док је сликао у Тангеру увео је неколико нових техника у своја дела, као што је нпр. кориштење црне као боје. Учинак на његову уметност био је нова одважност у употреби интензивних непромењених боја, као нпр. на слици Црвени атеље (1911).
Матис је имао дугогодишњу успешну сарадњу са руским колекционарем уметничких дела Сергејем Шчукином. Једно од својих важнијих дела Плес насликао је као део дводелне наруџбине за Шчукина.

### Гертруда Стајн, академија Матиса и сестре Коне
Отприлике у априлу 1906. упознао је Пикаса који је био дванаест година млађи од Матиса. Постали су доживотни пријатељи као и супарници те су честу успоређивани; кључна разлика међу њима је била да је Матис цртао и сликао из природе, док је Пикасо нагињао више машти. Обоје су најчешће сликали жене и мртву природу, док Матис своје фигуре ставља у потпуно реализоване ентеријере.
Матис и Пикасо су први пут заједно окупљени у салону Гертруде Стајн и њене пратитељке Алисе Б. Токлас. Током прве деценије 20. века, Американци у Паризу — Гертруда Стајн, њена браћа Лио Стајн, Мајкл Стајн и Мајклова жена Сара Стајн — били су важни сакупљачи Матисових слика. Још двоје пријатељица Гертруде Стајн, Американке из Балтимора, сестре Коне, Кларибел и Етта, постале су важне покровитељи Матисове и Пикасове уметности, скупивши стотине њихових слика. Колекција сестара Коне изложена је у Балтимору у Балтиморшком уметничком музеју.
Иако су бројни уметници посећивали салон Стајнових, неколицина уметника је имала своја дела изложена на зидовима на адреси 27 Rue de Fleurus. Док су дела Реноара, Сезана, Матиса и Пикаса доминирала у колекцији Лиа и Гертруде Стајн, колекција Саре Стајн наглашавала је Матиса. Савременици Лиа и Гертруде Стајн, Матис и Пикасо постали су део њиховог друштвеног круга и редовно су присуствовали окупљањима суботом навече на адреси 27 Rue de Fleurus. Гертруда је почетке суботњих дружења приписала Матисu Међу познаницима Пабла Пикаса који су посећивали дружења суботом навече били су Фернанде Оливијер (Пикасова љубавница), Жорж Брак, Андре Дерен, песници Макс Жакоб, Гијом Аполинер, Мари Лоренсен (Аполинерова љубавница и уметница) и Анри Русо.
Његови пријатељи организовали су и финансирали Академију Матис у Паризу, приватну у некомерцијалну школу у којој је Матис учио младе уметнике. Деловала је од 1907. до 1911. Ханс Пурман и Сара Штајн били су једни од ученика. Матис је провео седам месеци у Мароку од 1912. до 1913, када је насликао 24 слике и бројне цртеже. Његови учестале оријенталне теме у каснијим сликама, као што су беле робиње потичу из тог времена.

### Након Париза
Године 1917. Матис је преселио у Цимиз, предграђе града Нице. Његова дела из тог времена након пресељења показује опуштање и његов блажи приступ. Тај „повратак реду“ је карактеристика уметности након Првог светског рата и упоредива је са неокласицизмом Пикаса и Стравинског, и повратку традиционализму Дерена.
Његове слике оријенталних белих робиња карактеристика су раздобља; иако су биле популарне неки сувремени критичари карактеришу их као плитке и декоративне.
У касним 1920-им Матис се поновно укључио у активну сарадњу са другим уметницима. Након 1930. нова снага и одважније поједностављивање појављује се у његовим делима. Амерички сакупљач уметности Алберт Ц. Барнс наговорио га је да направи велики мурал за фундацију Барнс (енгл. Narnes Foundation), „Плес II“, која је довршена 1932. Фундације поседује неколико десетина Матисових слика. Овај нови начин сликања видљив је и на слици „Велики лежећи акт“ (1935). На слици је радио неколико месеци, а настанак слике забележен је низом 22 фотографије које је послао Ети Кон.

### Ратне године
Године 1939. растао се од своје супруге након 41 године брака. Године 1941. оперисан је и учињена му је колостома. Након тога је почео користити инвалидска колица, те се до његове смрти о њему бринула Рускиња Лидија Делекторскаја, његов бивши модел. Уз помоћнике стварао је папирнате колаже, често великих размера, називане „gouaches découpés“. Серија „Плави актови“ најбољи су пример технике које је називао „сликање маказама“; показивали су способност доношења његовог смисла за боју и геометрију у нови медијум крајње једноставности, али са разиграном и раздраганом снагом.
Током 1940-их радио је као графички уметник и продуковао црно-беле илустрације за бројне књиге, те преко стотину изворних литографија у студију Моурлот у Паризу.
Матиса је ценио грчки песник, нобеловац Одисеас Елитис. Елитис је са Матисом упознао заједнички пријатељ Териад. Матис је сликао зид трпезарије Териадеове резиденције „Villa Natacha“ у месту Сен-Жан-Кап-Фера, које је Елитис често спомињао у својим песмама.
Матис, иначе аполитичан, био је шокиран када је чуо да је његова кћерка Маргерит, која је била активна у француском покрету отпора током рата, била мучена (готово до смрти) у затвору у Рену и осуђена на концентрациони логор Равензбрик. (Маргерит је избјегла логор, након што је побегла у шуму из воза за Равензбрик током напада савезинчких авиона.)
Матисов ученик Рудолф Ливи убијен је у концентрацијском логору Аушвиц 1944.
Године 1947. издао је „Jazz“, ограничено издање са око стотину отисака разнобојних изреза колажа праћених записаним мислима. Tériade, цењени издавач уметничких дела 20. века, извео је Матисове изрезе као отиске матрице.

### Посљедњи дани
Године 1951. Матис је завршио четворогодишњи пројект уређења ентеријера витражима Капеле Ружарија у Вансу (Chapelle du Rosaire de Vence), која се често назива „Капелом Матис”. Следеће године је основао Музеј Матис у родном Като Камбрезију који садржи трећу највећу колекцију његових радова.
Његов последњи рад био је дизајн витража за Унионистичку цркву у Покантико Хилсу у држави Њујорк за Дејвида Рокфелера, чија је макета висила на зиду његове собе у којој је преминуо у 84. години, у новембру 1954. године.
Сахрањен је на гробљу самостана Notre Dame de Cimiez, у близини Нице.

## Матисово дело

### Почеци, фовизам и дело до 1912. године
Анри Матис је рођен само око две године после Бонара, а живео је седам година дуже од њега. Они нису били само непосредни савременици него су имали и много заједничког као уметници: њих двојица су спадали међу највеће колористе двадесетог века и сваки је понешто научио од оног другог. Ипак се чини да је Матис, један од пионира експерименталног сликарства двадесетог века, припада доцнијој генерацији, једном другом свету. Слично Бонару, и он је био одређен за правничку каријеру, али се 1892. године уписао у Академију Жулијан на којој је студирао код академичара Вилијама Бугроа. Следеће године је прешао на Школу лепих уметности и, на срећу, могао је да студира у класи Гистава Мороа. Моро, иако симболист, био је рођени учитељ који је подстицао студенте за проналажење властитих усмерења сталним студирањем у музејима, као и путем индивидуалног експериментисања. У његовој класи Матис је срео Жоржа Руоа, Шарла Камоана и Шарла Герана који ће се касније удружити као фовисти.
Матис се споро развијао из тамних тоналитета и литерарних тема које је у почетку испитивао. Око 1896. почео је да открива Дегаа, Тулуз-Лотрека, импресионизам и јапанску графику, а затим Реноара и Сезана. Године 1899., у атељеу сликара Каријера, који је био повезан са симболизмом, срео је Андреа Дерена. Те године почео је да експриментише фигурама и мртвим природама сликаним директном, недескриптивном бојом. Одмах затим окушао се први пут у скулптури и испољио способности које ће га учинити једним од великих сликара-вајара 20. века. Године 1901, преко Дерена, срео је Мориса Вламенка и тако је фовистичка група била готово потпуна. 
Међу сликарима које је Матис копирао у Лувру док је још био Мороов студент била је једна мртва природа холандског сликара из 17. века Јана Давидса де Хема. Матисова верзија је слободна копија, знатно мања од оригинала. Ово дело, чију ће кубистичку варијанту израдити око 1916, могло би готово бити симбол правца којим ће његово сликарство ићи током читаве каријере — ка елиминисању детаља и упрошћавању линије и боје на њихове основне елементе. Чак и кад се враћао, што је често чинио, крајњем колоризму и структуралној сложености, та сложена фаза је била само припрема за нови процес ослобађања од небитног. У Салону Националног друштва лепих уметности (познатом као Национални салон) изложио је 1897. слику Дезерт, привидно веома традиционално дело, али једно од најсложенијих и до тад најбрижљивије контруисаних радова. Та слика, иако тамна у тону, откривала је својим црвеним сјајем његову заинтересованост за импресионисте; накосо постављеним столом који претрпава и збија простор слике она је антиципирала његов прелаз на неку врсту архитектонског упрошћавања које је било претеча његове верзије кубизма. Мушки модел, око 1900 — модел је исти као у скулптури Роб — померио је тај процес упрошћавања и збијања за неколико ступњева даље, чак до извесног перспективног искривљавања, да би се постигло осећање ограниченог простора, на начин на који наговештава утицаје Ван Гога и Сезана. Иако ју је насликао у готово уједначеном смеђем тоналитету, са истицањем архитектонске структуре, Матис је у то време сликао и у природи и испитивао импресионистичку палету подељене боје и апстрактне колористичке арабеске неоимпресионизма. Кармелина се вратила у угао атељеа у фронталном положају заснованом на Сезану, с моделом који скулптурално излази из правоугаоно конципираног позађа.
Током првих година двадесетог века Матис је наставио рад на скулптури, нарочито на нагој фигури. Отприлике у исто време почео је прву серију студија акта на сликама и цртежима. Између 1902. и 1905. излагао је у галерији Берте Вајл, а затим у галерији Аброаза Волара који је брзо постајао главни посредник за продају дела авангардних уметника у Паризу. Кад је 1903. основан либералнији Јесењи салон, Матис је излагао на њему с Бонаром и Маркеом. У Јесењем салону 1905. просторија с Матисовим, Вламенковим, Дереновим и Руоовим сликама, између осталих, наводно је изазвала примедбу која је групи дала стално име. Према тој анегдоти, критичар Луј Вусел, примећујући једну донателовску скулптуру сред дивље колористичких слика, узвикнуо је: „Donatello au milieu des fauves!” („Донатело сред дивљих звери!”). Без обзира да ли је примедба стављена овом приликом или касније, у Салону независних 1906, име се задржало.
Реч „fauves” односила се нарочито на сјајну произвољну боју, интензивнију од научне боје неоимпресионизма и недескриптивне боје Гогена и Ван Гога, и на директни плахи рад кичице којом су Матис и његови пријатељи експериментисали претходне године у Колијуру и Сен Тропеу на југу Француске. Фовисти су довршили оно коначно ослобађање боје, ка чему су на разне начине били усмерени експерименти Гогена, Ван Гога, Сераа, набиса и неоимпресиониста. Служећи се сличним средствима, фовисти су ипак на уму имали друкчије циљеве. Они су желели да употребљавају снажну боју истиснуту директно из тубе, а не да описују објекте у природи, не да изазивају вибрације на мрежњачи ока, не да истичу романтични или тајанствени предмет него да одвојено од свега тога граде нове вредности слике. Дакле, у извесном смислу употребљавали су боју Гогена и Сераа, слободно комбиновану с властитим линеарним ритмовима, да би постигли ефекте сличне онима којима је Сезан непрестано тежио. Није случајно што је међу уметницима претходне генерације Матис највише ценио Сезана.
Матис је већ у Салону независних 1905. био изложио своју велику неомпресионистичку композицију Луксуз, одмор и сладострашће (Luxe, calme et volupté) чији је наслов узет из двостиха Бодлеровог Позива на путовање (L'invitation au voyage):
Là, tout n'est qu'ordre et beauté,
Luxe, calme et volupté.
У овом делу, које је направило крупан корак према апстракцији, Матис је комбиновао мозаички манир којим је Сињак (купац слике) радио своје пејзаже са организацијом фигура на верзијама Сезанових Купачица и на његовим вајарским студијама. Та слика је била први велики пример оне врсте фигуративно-пејзажне композиције која ће дати неколико најзначајнијих дела у следећих неколико година.
У Јесењем салону 1905, Матис је такође изложио Отворени прозор, Колијур и портрет госпође Матис назван Жена са шеширом. Отворени прозор је можда први потпуно развијени пример теме која ће Матису бити омиљена до краја живота. То је мали део собног зида који углавном обухвата пространи прозор чија су крила широм отворена у спољашњи свет — балкон са саксијама цвећа и виновом лозом, затим, море, небо и чамце.
Унутрашњи зид и прозорска крила компоновани су од широких, вертикалних трака живо зелених, плавих, пурпурних и наранџастих тонова; спољашњи свет је саздан од веселих, сјајних ситних потеза кичице, од тачкасто нанесене зелене боје до ширих потеза ружичасте, беле и плаве на мору и небу. На овој слици Матис је већ далеко превазишао Бонара или било којег од неоимпресиониста у наговештавању колористичке апстракције. Али, као што је то увек код њега, осећање за стварни, пролазни призор је веома снажно.
Жена са шеширом изазвала је још већи бес од Отвореног прозора, због привидно дивље немарности којом је боја била размазана по површини, и то не само на позађу и шеширу, него и по лицу жене чије су црте назначене смелим зеленим и отворено црвеним потезима. Ускоро после тога, Матис је насликао други портрет госпође Матис који је у извеносном смислу био још смелији, управо зато што је строжије и прецизније израђен. То је дело названо Зелена пруга, с лицем којим доминира сјајна зелена трака која га дели од линије косе до браде. У тој тачки Матис и његове колеге фовисти полазили су од тезе коју су поставили Гоген, симболисти и набисти: уметник је слободан да се служи бојом независно од природног изгледа, градећи структуру од апстрактних облика и линија боје страних жени, дрвету или мртвој природи који остају основа те структуре. Можда је Матисова верзија била утолико шокантнија што му је тема била тако једноставна и позната. Оваква употреба боје била је прихватљива у Гогеновим егзотичним сценама или Редоновим мистичним фантазијама. У поређењу с фовистичким портретима његове жене, Матисов Аутопортрет из 1906, иако снажно нацртан и проницљиво реализован, готово је традиционалан.
Матис је наставио да експериментише са идиличним фигуралним композицијама, као што су чинили Сезан и Гоген, а пре њих Пусен и Венецијанци. У Пасторели, 1905, вратио се импресионистичком маниру неравне боје; затим је у величанственој Радости живљења (Bonheur de vivre; Joie de vivre) сјединио разноврсне експерименте у једној од својих најлепших фигурално-пејзажних слика. Радост живљења је пуна реминисценција (подсећања), од Гозбе богова Ђованија Белинија до персијског сликарства, али је у њој сликар помешао све те утицаје у мајсторски распоред кривудавих, таласастих линија фигура и дрвећа који, упркос намерним перспективним смањењима, живе као једна целина на површини слике. То је права пасторала испуњена расположењем чулне клонулости и духом пасторалних радости. Слично Пикасовој слици Госпођице из Авињона (Les Demoiselles d'Avignon), која је настала следеће године, ова слика је претеча апстракције у модерном сликарству. Њен утицај можда чак превазилази утицај Пикасовог великог дела, пошто оно није јавно излагано до 1937, док су Радост живљења одмах купили Гертруда и Лео Стајн, и та слика је дуго година била добро позната у њиховој колекцији. Несумњиво да ју је Пикасо видео или у Салону независних, где је била изложена 1906, или у стану Стајнових.
Криволинијски ритмови Радости живљења повезују ову слику с традицијом арт новоа, иако она својим квалитетом превазилази сваку слику те традиције. Сличне њој су и многе студије акта, од којих је нека касније развио у друге слике и скулптуре. У ствари, чини се да је Матисова радост у цртању и сликању акта добила свој први велик подстицај у студијама за Радост живљења. У Плавом акту, насликаном почетком 1907, експериментисао је контрапостом (итал. contrapposto), стварајући форму коју је пренео у вајарске верзије у теракоти и бронзи, у драпиране и наге фигуре. Прототип се појављује у десној централној фигури Радости живљења, али је Плави акт моделован скулптуралније, а контрапост је још нападније истакнут у скулптурама. Та скулпутра се јавља и као доминантни елемент у извесном броју слика израђених између 1908. и 1915, нпр. у слици Златна рибица и скулптура.

### Матис после фовизма
Чини се да је тек у 1905. и 1906. с делима као што су Отворени прозор, Колијур и Циганка, Матис, у ствари, своје разуздале боје и фактуру кичице је довео до крајњих граница. Чак су у истом том раздобљу његов аналитички дух и широка перцептивност посвећени другим проблемима. Луксуз, одмор и сладострашће из 1904–05, био је неоимпресионистички покушај; у Радости живљења већ је почињао да контролише покрет кичице и да распоређује боје у широке површине дефинисане кривудавим линијама тела и дрвећа. Млади морнар II илуструје нови вид његових далекосежни истраживања, можда под утицајем све веће заинтересованости за вајарство. Фигура је једноставно и чврсто моделована помоћу тешких контурних линија повучених преко пространих површина боје, плаве — на блузи — и зелене — на панталонама. Позађе из којег фигура излази је светлоружичаста раван. Скулптурални приступ је поред тога очигледан и у Плавом акту, а организација простора помоћу обојених равни достиже свој први велики врхунац сликом Луксуз II (Le Luxe II). Овде је уметник потпуно успео у покушају да створи нову врсту простора слике контрастирањем, јукстапозирањем обојених површина. Тако је напустио перспективу, изузев у произвољном умањењу једне фигуре, и моделовао помоћу светлог и тамног, слика није само површинска декорација. Фигуре моделоване искључиво контурном линијом поседују чврстину; оне постоје и крећу се у простору, са илузијом дубине, светлости и ваздуха створеном искључиво помоћу обојених облика који такође потврђују интегритет плана слике. Према томе, у тренутку кад су Пикасо и Брак изводили прве протокубистичке експерименте или још раније, Матис је већ био створио нову врсту простора слике. Прва верзија, Луксуз I (Le Luxe I), била је насликана почетком 1907. године.